# The Association
The Association es un grupo pop formado en California, Estados Unidos en 1965. Los miembros notables incluyen: Terry Kirkman, Jim Yester, Russ Giguere, Jules Alexander, Larry Ramos, Brian Cole y Ted Bluechel Jr.

## Biografía
La Asociación se formó en California en 1965. La Asociación tuvo éxitos como "Never My Love", "Cherish", "Along Comes Mary" y "Windy". La banda se separó en 1978 y se reformó un año después. La banda lanzó siete álbumes entre 1966 y 1972. Estos incluyen (en orden cronológico): And Then... Along Comes The Association, Renaissance, Insight Out, Birthday, The Association, Stop Your Motor y Waterbeds In Trinidad!.
La banda todavía está de gira y sus miembros actuales son: Jim Yester y Jules Alexander (ambos miembros fundadores), Del Ramos (hermano del exmiembro Larry Ramos), Bruce Pictor, Jordan Cole (hijo del exmiembro Brian Cole) y Paul Holanda. 
El bajista original Brian Cole murió el 2 de agosto de 1972 de una sobredosis de heroína a los 29 años. Larry Ramos murió de melanoma el 30 de abril de 2014.
En 2003 fueron incluidos en el Salón de la Fama de los Grupos Vocales.